# دون ويلر
دون ويلر (بالإنجليزية: Don Weller)‏ هو عازف جاز وملحن بريطاني، ولد في 19 ديسمبر 1940 في ثورنتون هيث ‏ في المملكة المتحدة.

## وصلات خارجية
- دون ويلر على موقع ميوزك برينز (الإنجليزية)
- دون ويلر على موقع أول ميوزيك (الإنجليزية)
- دون ويلر على موقع ديسكوغز (الإنجليزية)